# Crystal Geyser Water Company
Crystal Geyser – przedsiębiorstwo produkujące butelkowaną wodę mineralną, herbatę oraz kawę, a także inne napoje, w tym Juice Squeeze. Produkty Crystal Geyser dostępne są na terenie Stanów Zjednoczonych oraz Japonii. Twarzą marki jest amerykańska wokalistka Beyoncé Knowles.